# Juncos
Juncos – miasto w Portoryko, w gminie Juncos. Według danych szacunkowych na rok 2008 liczy 8 707 mieszkańców. Zostało założone w 1797.